# Meschac Gaba
Ekué Woekedje Meschac Gaba (* 1961 in Cotonou) ist ein Künstler aus Benin. Gaba beschäftigt sich in seinen Installationen zumeist mit gesellschaftspolitischen Themen wie den Auswirkungen des Kolonialismus in Afrika, führt aber auch Rückbezüge auf die Rolle der zeitgenössischen Kunst und ihrer Institutionen selbst ein. Seine Arbeiten wurden auf internationalen Ausstellungen wie der Documenta11 und der 50. Biennale von Venedig 2003 gezeigt.

## Leben
Meschac Gaba bildete sich zuerst als Autodidakt und später als Schüler in der Werkstatt des Malers Zossou Gratien. Nach ersten Ausstellungen in Benin wurde er 1990 durch eine Stiftung zu einem Aufenthalt nach Frankreich eingeladen, dem Reisen nach Senegal und die Elfenbeinküste folgten. 1996 schließlich wurde er an der Rijksakademie van beeldende kunsten in Amsterdam angenommen, und erste seiner Werke an die Stichting Beeldende Kunst und weitere Sammlungen verkauft. Ab den späten 90er Jahren nahm Gaba an zahlreichen Ausstellungen weltweit teil, darunter 1999–2001 der Wanderausstellung Mirror's Edge des Kurators Okwui Enwezor, der Gabas Arbeiten auch auf der Documenta11 zeigte, und 2004–2007 an Africa Remix. 2003 war Gaba einer von fünf Künstlern, die auf der Biennale von Venedig die Niederlande repräsentierten; seine Werke wurden auch auf mehreren anderen Biennalen, darunter 2006 auf der 9. Biennale von Havanna in Kuba, der 27. Biennale von São Paulo in Brasilien und der Biennale of Sydney in Australien, gezeigt.
2000 heiratete Gaba die niederländische Kuratorin Alexandra van Dongen; die Heirat fand innerhalb der Ausstellung For Real im Stedelijk Museum in Amsterdam statt und wurde als „Wedding Room“ zugleich als künstlerische Performance dokumentiert. Gaba lebt und arbeitet in Rotterdam.

## Werk
Meschac Gabas Arbeiten beziehen sich inhaltlich vorwiegend auf die Auswirkungen von Kolonialismus und Globalisierung. Dabei bearbeitet er sowohl komplexere Zusammenhänge zwischen Ökonomie, Kultur und Gesellschaft, wie auch spezifische Phänomene, die sich direkt auf die Lebenswirklichkeit des Einzelnen beziehen; so thematisierte er in der Arbeit Boulangerie Africaine (2004) das durch die französischen Kolonialherren in sein Heimatland Benin eingeführte Baguette, das mittlerweile zu einem Teil der lokalen Essenskultur geworden ist, obwohl seine Produktion vor Ort mangels Weizenanbau ihrer eigentlichen Grundlage entbehrt.
Ein zentrales Motiv im Werk Gabas ist die Banknote. Diese wird entweder selbst als Motiv verwendet und dabei oftmals manipuliert, oder als Material direkt in Installationen und Objekte eingearbeitet. Die manipulierten Geldscheine beziehen sich auf Fragen des Marktes und der (kolonialen) Repräsentation: in „Money Tree“, einem Objekt im Rahmen der Werkreihe Museum of Contemporary African Art, montierte Gaba Porträts von Künstlern wie Pablo Picasso, die sich – im Sinne des Primitivismus – auf „afrikanische“ Kunst bezogen, in Geldscheine aus afrikanischen Ländern, während eine andere Arbeit in der gleichen Reihe tatsächliche Banknoten aus verschiedenen Ländern versammelt, auf denen Künstler als Repräsentanten nationaler Kultur abgebildet werden.

## Einzelausstellungen (Auswahl)
- 2009: Meschac Gaba – Museum of Contemporary African Art, Kunsthalle Fridericianum, Kassel
- 2013: Meschac Gaba: Museum of Contemporary African Art, Tate Gallery of Modern Art, London
- 2014: Meschac Gaba: The Museum of Contemporary African Art: 12-Raum-Installation, Deutsche Bank Kunsthalle, Berlin[5]